# Nazionale maschile di calcio della Guadalupa
La nazionale di calcio della Guadalupa è la rappresentativa calcistica dell'omonimo Dipartimento francese d'Oltremare che si trova nel Mar dei Caraibi. È controllata dalla Ligue Guadeloupéenne de Football, distaccamento della FFF, che controlla anche il campionato guadalupano.
Facendo parte della Francia, la Guadalupa non è un membro FIFA e perciò non può partecipare a nessuna manifestazione organizzata dalla stessa, inclusi la Coppa del Mondo FIFA e la Confederations Cup. Alla squadra è però concesso di partecipare alle competizioni continentali CONCACAF.

## Storia
La Guadalupa ha esordito nel 1934 perdendo 6-0 contro la Martinica, tuttora tra le sconfitte peggiori della nazionale, insieme all'8-2 inferto sempre dalla selezione martinicana e ad un altro 6-0 recente, nel 2018 in trasferta contro Curaçao. Invece nel 2012 è arrivata la vittoria per 13-0 ai danni di Saint-Pierre e Miquelon, la più larga dei guadalupensi.
Tredici anni prima dell'istituzione della CFU, si svolse nel 1948 la Coupe des Caraïbes, antesignana del torneo nato trent'anni più tardi: la Guadalupa risultò vincitrice di tutti e tre gli incontri, prima ed unica detentrice di tale trofeo.
Alcuni risultati di prestigio sono arrivati con le partecipazioni alla Coppa dei Caraibi (fino al 1988 "Campionato caraibico di calcio"): nelle dieci edizioni giocate, i guadalupani hanno raggiunto un secondo e quattro terzi posti.
Inoltre, a livello continentale, la nazionale di Guadalupa ha partecipato a tre fasi finali della Gold Cup: in quella del 2007 arrivò a sorpresa fino in semifinale, battuta di misura dal Messico; i Gwada Boys non sono stati però in grado di ripetere l'impresa nelle edizioni successive del 2009 (quarti di finale) e del 2011 (girone iniziale).
Alla Coupe de l'Outre-Mer, competizione riservata ai Dipartimenti e regioni francesi d'oltremare, la Guadalupa si è classificata terza in tutte e tre le edizioni del torneo.
Una vera e propria bandiera del calcio guadalupano è stata la figura di Roger Salnot, il selezionatore della nazionale dal 2001 al 2011.
Alcuni giocatori francesi sono di origine guadalupense, nonostante i migliori scelgano di rappresentare la Francia (tra tutti spiccano Sylvain Wiltord, Lilian Thuram e Thierry Henry).

## Rosa attuale
Lista dei convocati da Jocelyn Angloma per la CONCACAF Gold Cup 2021.
Statistiche aggiornate al 20 luglio 2021, al termine della sfida contro il Suriname.
| 16 | P | Kevin Ajax           | 31 agosto 1987    | 8  | 0 | CS Moulien                   |  |  |
| 23 | P | Yohann Thuram-Ulien  | 21 ottobre 1988   | 8  | 0 | Amiens                       |  |  |
| 1  | P | Frederic Tejou       | 13 luglio 1987    | 5  | 0 | La Gauloise de Basse-Terre   |  |  |
|    |   |                      |                   |    |   |                              |  |  |
| 4  | D | Romain Hauteville    | 21 novembre 1989  | 15 | 2 | Phare Petit-Canal            |  |  |
| 2  | D | Kevin Moeson         | 30 settembre 1997 | 11 | 0 | Solidarité-Scolaire          |  |  |
| 17 | D | Anthony Baron        | 29 dicembre 1992  | 10 | 1 | Saint-Pryvé Saint-Hilaire FC |  |  |
| 12 | D | Mickaël Alphonse     | 12 luglio 1989    | 9  | 0 | Amiens                       |  |  |
| 3  | D | Kelly Irep           | 01 settembre 1995 | 7  | 0 | Enonis Paralimni             |  |  |
| 5  | D | Steve Solvet         | 29 marzo 1996     | 5  | 1 | Sète                         |  |  |
| 20 | D | Stevenson Casimir    | 03 giugno 1992    | 3  | 0 | La Gauloise de Basse-Terre   |  |  |
| 18 | D | Thomas Pineau        | 31 gennaio 1991   | 3  | 0 | Solidarité-Scolaire          |  |  |
| 21 | D | Colman Makouké       | 07 giugno 1990    | 2  | 0 | Phare Petit-Canal            |  |  |
|    |   |                      |                   |    |   |                              |  |  |
| 7  | C | Mavrick Annerose     | 29 novembre 1995  | 11 | 0 | USR Saint Rose               |  |  |
| 6  | C | Quentin Annette      | 13 gennaio 1998   | 8  | 0 | Club Franciscain             |  |  |
| 8  | C | Kévin Malpon         | 1º marzo 1996     | 7  | 0 | AS Gosier                    |  |  |
| 13 | C | Morgan Saint-Maximin | 2 agosto 1997     | 5  | 0 | Solidarité-Scolaire          |  |  |
| 15 | C | Dimitri Cavaré       | 5 febbraio 1995   | 4  | 0 | FC Sion                      |  |  |
|    |   |                      |                   |    |   |                              |  |  |
| 9  | A | Raphaël Mirval       | 4 maggio 1996     | 14 | 9 | US Baie-Mahault              |  |  |
| 14 | A | Vikash Tillé         | 26 novembre 1997  | 8  | 1 | CS Moulien                   |  |  |
| 22 | A | Dimitri Ramothe      | 8 settembre 1990  | 6  | 3 | AMCG                         |  |  |
| 10 | A | Matthias Phaeton     | 8 gennaio 2000    | 5  | 3 | Guingamp                     |  |  |
| 19 | A | Luther Archimède     | 17 settembre 1999 | 4  | 0 | New York Red Bulls II        |  |  |
| 11 | A | Skeveen Romagen      | 22 dicembre 1997  | 1  | 0 | US Baie-Mahault              |  |  |

## Record individuali
Statistiche aggiornate al 20 luglio 2021.
I giocatori in grassetto sono ancora in attività con la maglia della nazionale.

### Record presenze
| Pos. | Giocatore          | Pres. | Reti | Periodo   |
| ---- | ------------------ | ----- | ---- | --------- |
| 1    | Jean-Luc Lambourde | 65    | 15   | 2002-2017 |
| 2    | Alain Vertot       | 49    | 3    | 1999-2009 |
| 3    | Lérry Hanany       | 45    | 7    | 2004-2017 |
| 4    | Dominique Mocka    | 38    | 17   | 2002-2012 |
| 5    | Ludovic Gotin      | 34    | 15   | 2006-2017 |
| 6    | Willy Laurence     | 28    | 0    | 2004-2017 |
| 7    | Stéphane Auvray    | 26    | 2    | 2007-2012 |
| 8    | Grégory Gendrey    | 25    | 8    | 2008-2018 |
| 9    | David Fleurival    | 24    | 2    | 2007-2016 |
| 10   | Mathias Babel      | 23    | 1    | 2010-2016 |

### Record reti
| Pos. | Giocatore              | Reti | Pres. | Periodo   |
| ---- | ---------------------- | ---- | ----- | --------- |
| 1    | Dominique Mocka        | 17   | 38    | 2002-2012 |
| 2    | Jean-Luc Lambourde     | 15   | 65    | 2002-2017 |
| 2    | Ludovic Gotin          | 15   | 34    | 2006-2017 |
| 4    | Raphaël Mirval         | 9    | 14    | 2018-     |
| 5    | Grégory Gendrey        | 8    | 25    | 2008-2018 |
| 6    | Vladimir Pascal        | 7    | 13    | 2010-2014 |
| 6    | Lérry Hanany           | 7    | 45    | 2004-2017 |
| 8    | Mickaël Antoine-Curier | 6    | 16    | 2008-2012 |
| 8    | Xavier Cassubie        | 6    | 11    | 2002-2004 |

## Allenatori e selezionatori
- /  Roger Salnot (2001-2011)
- /  Steve Bizasène (2011-2014)
- Gérard Andy (2014-2017)
- /  Jocelyn Angloma (2017-)

## Partecipazioni ai tornei internazionali
La Guadalupa, essendo un dipartimento d'oltremare della Francia (a differenza di altre dipendenze come quelle americane, britanniche od olandesi), non può partecipare alle competizioni internazionali FIFA, né ai Giochi olimpici.

Legenda: Grassetto: Risultato migliore, Corsivo: Mancate partecipazioni

### Campionato CONCACAF
La nazionale guadalupana non ha mai partecipato al Campionato CONCACAF, l'antenato della Gold Cup, né alle relative qualificazioni.

### Coppa dei Caraibi[7]
I Gwada Boys hanno disputato dieci edizioni della Coppa dei Caraibi, ottenendo un secondo e quattro terzi posti.

### Coppa dell'oltremare
La Guadalupa ha partecipato a tutte e tre le edizioni della Coupe de l'Outre-Mer, terminando sempre al terzo posto.

### Coupe des Caraïbes
I guadalupensi hanno disputato e vinto l'unica Coupe des Caraïbes che ha avuto luogo nel 1948.

## Statistiche dettagliate sui tornei internazionali
Campionato CONCACAF/Gold Cup
| Anno | Luogo                               | Piazzamento      | V | N | P | Gol  |
| ---- | ----------------------------------- | ---------------- | - | - | - | ---- |
| 1963 | El Salvador                         | Non partecipante | - | - | - | -    |
| 1965 | Guatemala                           | Non partecipante | - | - | - | -    |
| 1967 | Honduras                            | Non partecipante | - | - | - | -    |
| 1969 | Costa Rica                          | Non partecipante | - | - | - | -    |
| 1971 | Trinidad e Tobago                   | Non partecipante | - | - | - | -    |
| 1973 | Haiti                               | Non partecipante | - | - | - | -    |
| 1977 | Messico                             | Non partecipante | - | - | - | -    |
| 1981 | Honduras                            | Non partecipante | - | - | - | -    |
| 1985 | Itinerante                          | Non partecipante | - | - | - | -    |
| 1989 | Itinerante                          | Non partecipante | - | - | - | -    |
| 1991 | Stati Uniti                         | Non qualificata  | - | - | - | -    |
| 1993 | Stati Uniti / Messico               | Non qualificata  | - | - | - | -    |
| 1996 | Stati Uniti                         | Non qualificata  | - | - | - | -    |
| 1998 | Stati Uniti                         | Non partecipante | - | - | - | -    |
| 2000 | Stati Uniti                         | Non qualificata  | - | - | - | -    |
| 2002 | Stati Uniti                         | Non qualificata  | - | - | - | -    |
| 2003 | Stati Uniti / Messico               | Non qualificata  | - | - | - | -    |
| 2005 | Stati Uniti                         | Non qualificata  | - | - | - | -    |
| 2007 | Stati Uniti                         | Semifinale       | 2 | 1 | 2 | 5:5  |
| 2009 | Stati Uniti                         | Quarti di finale | 2 | 0 | 2 | 5:7  |
| 2011 | Stati Uniti                         | Primo turno      | 0 | 0 | 3 | 2:5  |
| 2013 | Stati Uniti                         | Non qualificata  | - | - | - | -    |
| 2015 | Stati Uniti / Canada                | Non qualificata  | - | - | - | -    |
| 2017 | Stati Uniti                         | Non qualificata  | - | - | - | -    |
| 2019 | Stati Uniti / Costa Rica / Giamaica | Non qualificata  | - | - | - | -    |
| 2021 | Stati Uniti                         | Primo turno      | 0 | 0 | 3 | 2:6  |
| 2023 | Stati Uniti / Canada                | Primo turno      | 1 | 1 | 1 | 8:6  |
| 2025 | Stati Uniti / Canada                | Primo turno      | 0 | 0 | 3 | 5:10 |

Coppa dei Caraibi
| Anno | Luogo                                   | Piazzamento      | V | N | P | Gol  |
| ---- | --------------------------------------- | ---------------- | - | - | - | ---- |
| 1978 | Trinidad e Tobago                       | Non qualificata  | - | - | - | -    |
| 1979 | Suriname                                | Non qualificata  | - | - | - | -    |
| 1981 | Porto Rico                              | Terzo posto      | 0 | 1 | 2 | 2:6  |
| 1983 | Guyana francese                         | Non qualificata  | - | - | - | -    |
| 1985 | Barbados                                | Terzo posto      | 0 | 2 | 1 | 4:5  |
| 1988 | Martinica                               | Quarto posto     | 0 | 1 | 2 | 1:5  |
| 1989 | Barbados                                | Primo turno      | 1 | 0 | 1 | 2:1  |
| 1990 | Trinidad e Tobago                       | Non qualificata  | - | - | - | -    |
| 1991 | Giamaica                                | Non qualificata  | - | - | - | -    |
| 1992 | Trinidad e Tobago                       | Primo turno      | 1 | 0 | 2 | 1:3  |
| 1993 | Giamaica                                | Non qualificata  | - | - | - | -    |
| 1994 | Trinidad e Tobago                       | Terzo posto      | 2 | 2 | 1 | 11:6 |
| 1995 | Isole Cayman / Giamaica                 | Non qualificata  | - | - | - | -    |
| 1996 | Trinidad e Tobago                       | Non partecipante | - | - | - | -    |
| 1997 | Antigua e Barbuda / Saint Kitts e Nevis | Non partecipante | - | - | - | -    |
| 1998 | Giamaica / Trinidad e Tobago            | Non qualificata  | - | - | - | -    |
| 1999 | Trinidad e Tobago                       | Primo turno      | 0 | 0 | 3 | 4:10 |
| 2001 | Trinidad e Tobago                       | Non qualificata  | - | - | - | -    |
| 2005 | Barbados                                | Non qualificata  | - | - | - | -    |
| 2007 | Trinidad e Tobago                       | Quarto posto     | 2 | 0 | 3 | 8:10 |
| 2008 | Giamaica                                | Terzo posto      | 1 | 2 | 2 | 6:8  |
| 2010 | Martinica                               | Secondo posto    | 2 | 2 | 1 | 5:5  |
| 2012 | Antigua e Barbuda                       | Non qualificata  | - | - | - | -    |
| 2014 | Giamaica                                | Non qualificata  | - | - | - | -    |
| 2017 | Martinica                               | Non qualificata  | - | - | - | -    |

Coupe de l'Outre-Mer
| Anno | Luogo         | Piazzamento | V | N | P | Gol  |
| ---- | ------------- | ----------- | - | - | - | ---- |
| 2008 | Île-de-France | Terzo posto | 2 | 1 | 1 | 3:2  |
| 2010 | Île-de-France | Terzo posto | 2 | 2 | 0 | 8:2  |
| 2012 | Île-de-France | Terzo posto | 3 | 0 | 1 | 19:4 |

Coupe des Caraïbes
| Anno | Luogo      | Piazzamento | V | N | P | Gol  |
| ---- | ---------- | ----------- | - | - | - | ---- |
| 1948 | Itinerante | Campione    | 3 | 0 | 0 | 11:2 |

## Palmarès

### Competizioni regionali
- Coppa dei Caraibi
  -  Secondo posto (1): 2010

### Competizioni minori
- Coupe des Caraïbes
  -  Vincitore (1): 1948

## Tutte le rose
CONCACAF Gold Cup 20071 Grandel, 2 Comminges, 3 Laurence, 4 Durpes, 5 Thérésine, 6 Vertot, 7 Mocka, 8 Auvray, 9 Gotin, 10 Capoue, 11 Raddas, 12 Fiston, 13 Lambourde, 14 Sommeil, 15 Angloma, 16 Mercury, 17 Hannany, 18 Quistin, 19 Socrier, 20 Tacalfred, 21 Fleurival, 22 Loval, 23 Fausta, CT: Salnot
CONCACAF Gold Cup 20091 Bus, 2 Lina, 3 Tacalfred, 4 Avinel, 5 Viator, 6 Vertot, 7 Loval, 8 Auvray, 9 Gotin, 10 Capoue, 11 Antoine-Curier, 12 Fleurival, 13 Lambourde, 14 Laurence, 15 Comminges, 16 Fausta, 17 Hannany, 18 Gamiette, 19 Gendrey, 20 Clavier, 21 Jérôme, 22 Alphonse, 23 Céligny, CT: Salnot
CONCACAF Gold Cup 20111 Grandel, 2 Comminges, 3 Zubar, 4 Lupède, 5 Viator, 6 Fleurival, 7 Loval, 8 Fautrai, 9 Gotin, 10 Racon, 11 Nabab, 12 Gamiette, 13 Lambourde, 14 Gendrey, 15 Ictoi, 16 Mercury, 17 Collet, 18 Jovial, 19 Auvray, 20 Clavier, 21 Socrier, 22 Tacalfred, 23 Olol, CT: Salnot
CONCACAF Gold Cup 20211 Tejou, 2 Moeson, 3 Irep, 4 Hauterville, 5 Solvet, 6 Annette, 7 Annerose, 8 Malpon, 9 Mirval, 10 Phaeton, 11 Romagen, 12 Alphonse, 13 Saint-Maximin, 14 Tillé, 15 Cavaré, 16 Ajax, 17 Baron, 18 Pineau, 19 Archimède, 20 Casimir, 21 Makouké, 22 Ramothe, 23 Thuram-Ulien, CT: Angloma
CONCACAF Gold Cup 20231 Leguier, 2 Alphonse, 3 Gravillon, 4 Hauterville, 5 Saintini, 6 Annette, 7 Rotsen, 8 Plumain, 9 Ambrose, 10 Phaeton, 11 Tell, 12 Davidas, 13 Avinel, 14 Tillé, 15 Leborgne, 16 Cognard, 17 Baron, 18 Solvet, 19 Lina, 20 Durbant, 21 Archimède, 22 Ramothe, 23 Rouyard, CT: Angloma
CONCACAF Gold Cup 20251 Adélaïde, 2 Moco, 3 Arenate, 4 Roussillon, 5 Saintini, 6 Baron, 7 Cadiou, 8 Plumain, 9 Ambrose, 10 Phaeton, 11 Arconte, 12 Senneville, 13 David, 14 Bevis, 15 Cavaré, 16 Cognard, 17 Mixtur, 18 Leborgne, 19 Lina, 20 Mirval, 21 Beaumont, 22 Tillé, 23 Rouyard, 24 Angloma, 25 Jullien, 26 Maçon, CT: Angloma

### Redirect
- Nazionale di calcio di Guadalupa